# Le sorelle del Gion
Le sorelle del Gion (祇園の姉妹, Gion no shimai) è un film del 1936 diretto da Kenji Mizoguchi, basato sul romanzo La fossa, di Aleksandr Ivanovič Kuprin.

## Trama
Shimbei Furusawa, già ricco commerciante di Kyoto, fa fallimento, e, mentre la moglie ed il figlioletto tornano dai genitori di lei in provincia, egli trova accoglienza presso Umekichi, la sua abituale geisha, nel quartiere Gion. Umekichi, per quanto in difficoltà economiche, segue la propria Weltanschauung e fa di tutto per aiutare l’impoverito Shimbei, mentre la sorella minore di lei, Omocha, anche lei geisha, è di tutt’altro parere: ella ritiene l’istituto delle geishe un esempio di atteggiamento maschilista, che tra l’altro non porta alcun vantaggio alla situazione delle donne, e conseguentemente cerca di estromettere Shimbei dalla casa nella quale abita con la sorella.
Omocha usa le proprie capacità seduttive di geisha per trarre qualche reale vantaggio.  Innanzitutto ottiene un nuovo costoso kimono dal suo spasimante Kimura, commesso di un negozio di stoffe che, non essendo particolarmente abbiente, ne fa indebitamente gravare i costi sul bilancio dell’impresa commerciale. Nello stesso tempo induce Yurakudō, un facoltoso antiquario, a credere che la sorella sia attratta da lui, e voglia diventare la sua protetta particolare: in tal modo, col denaro dell’antiquario, Shimbei viene allontanato dalla casa delle due sorelle, lasciando delusa Umekichi, che nulla sa delle macchinazioni di Omocha.
Omocha, inoltre, blandisce il proprietario del negozio di stoffe, l’ammogliato Kudō, in modo che egli rivolga le sue principali attenzioni, anche economiche, a lei: ne nasce una rivalità fra imprenditore e lavoratore, in seguito alla quale Kimura, anche in considerazione dell’ammanco che ha provocato per la fornitura del kimono, viene licenziato, sentendosi per di più ingannato dalla giovane geisha, che peraltro ammette apertamente l’apparente mendacità del proprio agire, rivolta ad un fine emancipatorio. Umekichi intanto, venuta a conoscenza del comportamento della sorella, lascia sdegnata l’abitazione comune e si riunisce a Shimbei.
Kimura, offeso, attua un’azione criminosa nei confronti di Omocha: la rapisce e la scaraventa fuori da un’auto in corsa, lasciandola deturpata e ferita. Umekichi, prima di recarsi all’ospedale per assisterla, apprende da alcuni vicini di casa che Shimbei, senza lasciarle alcun messaggio, è ritornato al paese della moglie per gestire una fabbrica tessile. Al capezzale di Omocha il breve discorrere delle due sorelle, nonostante la compassione fraterna, rimane inconciliabile: Umekichi rimprovera alla sorella di aver provocato una sventura discontandosi da quello che crede essere il sentire comune, mentre Omocha ribadisce la propria contrarietà, in linea di principio, alla condizione di geisha, che ritiene fondamentalmente ingiusta.

## Riconoscimenti
Nel 1937 vinse il premio Kinema Junpo come miglior film giapponese dell’anno.